# Rubber (pel·lícula de 2010)
Rubber és una pel·lícula de terror satírica independent i francesa del 2010 en anglès sobre un pneumàtic que cobra vida i mata les persones amb els seus poders psicocinètics. Va ser dirigida i escrita per Quentin Dupieux. La pel·lícula va ser produïda per Realitism Films. Es va presentar al Festival de Cannes el 2010, on va rebre crítiques positives de la crítica.

## Argument

### Preàmbul
Un grup de persones en un desert de Califòrnia es reuneixen per veure una "pel·lícula". Un xèrif anomenat Chad assenyala que molts moments al cinema passen per "sense raó", que la vida està plena d'aquest "cap motiu" i que aquesta pel·lícula és un homenatge a "cap raó". Chad a vegades participa en l'acció narrativa i de vegades ho comenta.
Apareix un comptable que porta binoculars al grup i que se'n va amb bicicleta. Els espectadors comencen a mirar els seus binocles a la distància, esperant que comenci la "pel·lícula". Al llarg de la pel·lícula, aquest grup de persones tornen per avaluar les seves reaccions davant el que ha tingut lloc fins ara.

### Relat
A finals dels anys 90, en algun lloc d'un desert de Califòrnia, un pneumàtic anomenat Robert cobra vida de sobte. Al principi, aprèn a mantenir-se dret i, a continuació, a rodar. Es troba amb una ampolla d'aigua de plàstic i, després de dubtar, la tritura, es troba amb un escorpí i el tritura i, finalment, es troba amb una ampolla de cervesa de vidre, però és incapaç de triturar-la enrotllant-la. Robert descobreix que psicocinèticament pot fer que la botella es rebenti. Posa a prova els seus nous poders sobre una llauna i un conill, fent-los explotar.
Robert veu llavors una dona conduint i intenta utilitzar els seus poders sobre ella. Tanmateix, només aconsegueix fer parar el cotxe. Quan el pneumàtic comença a rodar cap al cotxe parat, un camió arriba i l'atropella. Això trenca la connexió, permetent que el cotxe de la dona torni a començar i continuï el seu camí. Llavors el neumàtic fa esclatar un corb de pedra, i després troba l'home que havia conduït el camió que el va atropellar i li fa volar el cap.
Arribant a una ciutat deserta propera, Robert es troba amb la dona d'abans. S'allotja en un motel i, després de veure la dutxa per una porta oberta, el pneumàtic s'endinsa a l'habitació del costat de la seva. Després que la criada del motel trobi el neumàtic dutxant-se, el llença fora de l'habitació, i Robert torna a entrar a l'habitació i li vola el cap a la criada. Chad, el xèrif de l'inici de la pel·lícula, es presenta per investigar els assassinats.
Per al públic del cinema, han passat dos dies i la majoria es moren de fam; el comptador els desperta i els presenta un gall dindi rostit. Poc després, comencen a patir un dolor abdominal intens. De nou a la història, Chad interroga el propietari del motel, només per aturar-se bruscament quan s'apaga una alarma. Ell anuncia que el verí (del gall dindi) ha tingut temps per fer la seva feina i intenta instar els altres personatges a tornar a casa, ja que el públic està mort i la pel·lícula ara pot acabar. El comptable després informa a Chad que un dels assistents, un home amb cadira de rodes, no havia menjat el menjar enverinat i, per tant, la pel·lícula no ha acabat.
Avergonyit, Chad ha de continuar la trama i torna al seu interrogatori. El pneumàtic Robert ha assassinat l'amo del motel (que anteriorment l'havia maltractat), així que els policies inicien una "caça de pneumàtics". Mentrestant, el comptable intenta enverinar l'home de la cadira de rodes amb més menjar, però s'ho acaba menjant ell mateix i mor.
Robert es troba amb un grup de persones que cremen una gran pila de pneumàtics, i la pel·lícula salta tres dies després mostrant els resultats. Els policies troben el pneumàtic veient un programa de curses d'automòbils en una casa, després d'haver matat els ocupants. Llavors Chad presenta un maniquí carregat de dinamita (semblant a la dona que li interessa a Robert), pensant que quan el pneumàtic exploti el cap del maniquí acabi explotant també el pneumàtic amb l'ona expansiva de la dinamita. Tanmateix, quan Robert destrueix el cap del maniquí, la dinamita no explota. L'home de la cadira de rodes es burla de Chad pel seu fracassat pla, i enfuriant Chad decideix disparar Robert amb una escopeta fora de la pantalla, i després llença les restes a l'home de la cadira de rodes, que continua criticant-lo per l'anticlímax.
Gairebé immediatament, Robert surt de la casa renascut com a tricicle, fent que l'home de la cadira de rodes recrimini a Chad que la pel·lícula no s'havia acabat. I a més li diu a Robert que com que és part del públic a ell no el podrà matar, però l'ara tricicle acaba fent-li explotar el cap. Robert comença a rodar per la carretera reclutant un exèrcit de pneumàtics pel camí, i acaba rodant fins a Hollywood, on conclou la pel·lícula.
Durant els crèdits, l'escena d'obertura torna a reproduir-se, però aquesta vegada des de diferents angles, revelant que Chad no està parlant amb ningú.

## Repartiment
- Stephen Spinella as Lieutenant Chad
- Jack Plotnick as Accountant
- Roxane Mesquida as Sheila
- Wings Hauser as Man in Wheelchair
- Ethan Cohn as Movie Buff Ethan
- Charley Koontz as Movie Buff Charley
- Hayley Holmes as Cindy
- Haley Ramm as Fiona
- Daniel Quinn as Dad
- Devin Brochu as Son
- Tara Jean O'Brien as Martina the Cleaning Lady
- David Bowe as Mr. Hugues
- Remy Thorne as Zach
- Cecelia Antoinette as Woman
- Thomas F. Duffy as Deputy Xavier
- Winston Chow as Deputy Luke
- Pete Dicecco as Deputy Pete
- Courtenay Taylor as Deputy Denise
- James Parks as Deputy Doug
- Gaspard Augé as Hitchhiker
- Pedro Winter as Tyre Burner
- Robert the Tire as Robert

## Producció
Els efectes del moviment del pneumàtic es van fer mitjançant efectes pràctics com ara comandaments a distància. El director Quentin Dupieux ha assenyalat que, a causa de la inherent "buidor" d'un pneumàtic, el fet de fabricar un pneumàtic de control remot era difícil ja que "realment no es pot ocultar bé els mecanismes". Els efectes CGI es van utilitzar pels dispars quan exploten els caps; i durant la filmació, Dupieux va utilitzar efectes pràctics, però no estava satisfet amb els resultats.
Durant el procés d'escriptura, el pneumàtic Robert va ser dissenyat només com un dolent sense qualitats redemptores. Durant el rodatge, però, Dupieux va determinar que aquest era el plantejament equivocat en adonar-se de "no hi ha res dolent sobre un pneumàtic" basat en part en les primeres proves de càmera. Robert es va reelaborar per ser "més com un gos ximple". El film d'animació WALL-E del 2008', concretament el primer acte, també va influir en el personatge.
La pel·lícula comença amb el tinent Chad fent un discurs sobre com sovint es produeixen esdeveniments a les pel·lícules sense "cap raó". Dupieux ha afirmat que estava disposat a pronunciar aquest discurs perquè no estava interessat a explicar com cobria vida el pneumàtic, tot i que sabia que s'esperaria una configuració com aquesta. El meta element de la pel·lícula va arribar orgànicament, ja que Dupieux es va cansar ràpidament d'escriure sobre un pneumàtic assassí. Va ser en part influenciat per una experiència en què es va enganxar a un teatre interpretant la seva anterior pel·lícula "Steak" només per trobar que ningú més al teatre, que va assenyalar era "una mica de por".

## Estrena
La pel·lícula es va projectar el 15 de maig de 2010 a la Setmana de la Crítica de Cannes. Després que la pel·lícula es mostrés a Canes, Magnet Releasing la va escollir per a la distribució nord-americana. Rubber va estrenar fora de França el 9 de juliol del 2010 al Festival Fantasia.
Rubber es va mostrar al Festival de Cinema de Sitges on va tenir una acollida positiva. La pel·lícula es va mostrar a Toronto al After Dark Film Festival. I la revista Fangoria va declarar que la pel·lícula va "profundament dividir" la reacció de l'audiència dient que el Rubber va guanyar "enormes rialles i aplaudiments, així com l'únic rebombori escoltat per Fango al festival".
El DVD i la banda sonora es van posar a disposició per comprar-los a partir del 14 de març de 2011 i el disc DVD i Blu-ray des del 7 de juny de 2011.

## Recepció
La pel·lícula va rebre crítiques generalment positives de la crítica. Rotten Tomatoes li donà un 69% de valoració basat en 87 comentaris, amb una puntuació mitjana de 6,04/10. El consens del lloc diria: "Una premissa intel·ligent obté molta sang còmica i violència, però es veu afectada per algunes tècniques de narració de contes del director Quentin Dupieux". IndieWire va anomenar la pel·lícula "un dels experiments més estranys amb el gènere en força temps" i que "comença a dur la seva benvinguda al voltant dels seixanta minuts de marca, però no es pot culpar a Dupieux de donar-li un tomb".
Fora de Cannes, la pel·lícula va tenir una bona acollida en altres festivals. Twitch Film va donar a la pel·lícula una crítica positiva dient que va ser "rodada impecablement, anotada i dissenyada", i "la pel·lícula és una branca intel·lectual de primer ordre en la pell d'ovella d'una pel·lícula B de menor ordre". Huffington Post va publicar que Quentin Dupieux "aconsegueix crear un film de terror entretingut, de vegades fins i tot tens, amb el mateix metratge que es burla a la lleugera. El resultat és una esbufegada cerebral que a la vegada és una beneiteria i intel·ligent, populista com una pel·lícula B lleugerament desbrossada, però amb un front alt com un teatre absurd".
The Telegraph va publicar una crítica negativa de la pel·lícula dient "Com no podia ser brillant? A 85 minuts, sent una hora massa. En ser arc més que schlocky. I malgastant massa temps en un diàleg molest que celebra la seva filosofia "Sense raó". Variety també va fer una crítica negativa, dient que Rubber no és "ni espantós, ni divertit, ni en cap lloc tan intel·ligent com sembla pensar-ho, pic ofereix a les audiències poques raons per voler veure-la més enllà de la seva premissa única." Will Leitch, de The Projector, va concloure la seva revisió afirmant que "Rubber" és "una pel·lícula sobre com veure pel·lícules és estúpid", donant a la pel·lícula una puntuació D en l'escala de classificació tradicional nord-americana.
Gregory Bernard va dir de la pel·lícula: "Estem realment beneits per tenir tanta atenció en una pel·lícula tan petita. Els dos ens vam arriscar - [Quentin] artísticament, jo a la producció - i el fet que, en general, vam tenir una resposta molt positiva per part del públic; hem tingut públic que els ha encantat molt".

## Banda sonora
La banda sonora oficial de la pel·lícula Rubber, de Gaspard Augé i Quentin Dupieux (aquest últim amb el seu nom artístic "Mr. Oizo"), es va estrenar el 8 de novembre de 2010 a Ed Banger Records.

### Llista de cançons
| Núm. | Títol                    | Durada |
| ---- | ------------------------ | ------ |
| 1.   | «Sympho8»                | 1:28   |
| 2.   | «Rubber»                 | 4:08   |
| 3.   | «Crows and Guts»         | 2:28   |
| 4.   | «Tricycle Express»       | 3:50   |
| 5.   | «Everything Is Fake»     | 1:38   |
| 6.   | «Room 16»                | 2:27   |
| 7.   | «Bellyball Road»         | 1:07   |
| 8.   | «No Reason»              | 2:10   |
| 9.   | «Sheila»                 | 3:27   |
| 10.  | «Racket»                 | 1:34   |
| 11.  | «Le Caoutchouc»          | 1:45   |
| 12.  | «Polocaust»              | 1:20   |
| 13.  | «Dump»                   | 1:13   |
| 14.  | «Sunsetire»              | 1:30   |
| 15.  | «Tv Slut (Not Released)» | 1:44   |